# John Fellows Akers
Pour l’article homonyme, voir Akers.
John Fellows Akers, né le 28 décembre 1934 à Boston et mort le 22 août 2014 dans cette ville, est un homme d'affaires américain.

## Biographie
John Fellows Akers a été directeur général (Chief Executive Officer) d'IBM de 1983 à 1989. Il a également été le président (chairman of the Board) d'IBM de 1985 à 1993.
Durant sa présidence de 1983 à 1989, John Akers gère le succès du PC et du PC/AT et introduit même le PC/RT (en), mais — impressionné par le succès du Macintosh qui constitue alors un système fermé -— il décide de fermer à son tour le standard PC en lançant en 1987 le PS/2 : nouveau BIOS incompatible, bus assujetti à des droits d'usage, apparence déposée, OS/2 non finalisé encore : cette décision se révèlera la plus catastrophique jamais prise par IBM, qui — sans tout de suite le comprendre — abandonne ainsi de facto la continuité du standard à Compaq et aux clones. La page où IBM menait la danse avec 21 % du marché de l'ordinateur personnel est désormais tournée.

Il était également membre du conseil d'administration de Lehman Brothers quand cette banque a déposé son bilan.